# Craugastor saltator
Espèce
Synonymes
- Eleutherodactylus saltator Taylor, 1941

Craugastor saltator est une espèce d'amphibiens de la famille des Craugastoridae.

## Répartition
Cette espèce est endémique de l'État du Guerrero au Mexique. Elle se rencontre de 1 500 à 3 420 m d'altitude.

## Publication originale
- Taylor, 1941 : Some Mexican frogs. Proceedings of the Biological Society of Washington, vol. 54, p. 87-94 (texte intégral).